# SV Rot-Weiß Kemberg
Der SV Rot-Weiss Kemberg ist ein Fußballverein aus der Landstadt Kemberg in Sachsen-Anhalt mit rund 200 Mitgliedern und neun Mannschaften im Ligabetrieb. Spielstätte des Vereins ist der Sportplatz an der Bergwitzer Straße, der Platz für etwa 3.000 Zuschauer bietet. Der größte Erfolg wurde in der Saison 2010/2011 erreicht, als die erste Herrenmannschaft in der Verbandsliga Sachsen-Anhalt spielte. 2022/23 stellte Kemberg die erfolgreichste Männermannschaft im Landkreis Wittenberg.

## Geschichte
Die erste Erwähnung des Kemberger Fußballs findet sich am 17. Juli 1930, als der bereits bestehende Männer-Turnverein beschloss, eine Fußballmannschaft aufzustellen.
Das erste Spiel fand bereits am 30. August 1930 gegen den VFL Wittenberg statt. Nach wenigen Monaten entstanden Differenzen zwischen Turnern und Fußballern. Die Fußballmannschaft trat geschlossen aus dem Turnverein aus und gründete den SV Rot-Weiß Kemberg. Seit dem zweiten Halbjahr 1931 nahm der Verein unter diesem Namen am Spielbetrieb des Kreises teil.
Durch den Zweiten Weltkrieg ruhte der Fußball einige Jahre, aber bereits in der ersten Abschlusstabelle von 1946 war Kemberg als eine von sieben Mannschaften wieder vertreten. In den 1950er Jahren erlebte der Verein beständigen Zuwachs. Die Nachwuchsmannschaften gewinnen in diesem Jahrzehnt drei Mal den Junge Welt Pokal des Kreises. Die Juniorenmannschaft erreicht in den sechziger Jahren die Bezirksklasse. 1970 wird die erste Frauen-Fußballmannschaft gebildet.
Zum 50-jährigen Jubiläum steigt die Männermannschaft in die Bezirksklasse Halle auf, jedoch 1981/82 ebenso wie 1983/84 direkt wieder ab. In der Saison 1990/91 gelingt der dritte Aufstieg. Nun konnte sich Kemberg in der Bezirksklasse (später Landesklasse) etablieren und ist seitdem nie aus dieser Liga abgestiegen. In den 1990er Jahren verpassen A- und B-Jugend als Meister der Landesliga zwei Mal nur knapp den Aufstieg in die Verbandsliga. 1994 wird bei einem Freundschaftsspiel gegen den Zweitligisten VFB Leipzig mit rund 1.000 Zuschauern der noch heute gültige Zuschauerrekord aufgestellt.
Mit dem Jahr 2000 steigt der SV Rot-Weiß Kemberg das erste Mal in die Landesliga auf, musste diese Liga aber bereits nach zwei Spielzeiten wieder verlassen. Zum Ende des Jahrzehnts bahnte sich die intensivste Periode des Kemberger Fußballs an. In den Jahren 2009 bis 2011 gelangen zwei Aufstiege in Folge und Rot-Weiß befand sich plötzlich und erstmalig in der Verbandsliga. Hier traf Kemberg auf Traditionsvereine wie 1. FC Lok Stendal, SG Union Sandersdorf oder VFB Sangerhausen.
Hintergrund dieser sportlichen Erfolge war das finanzielle Engagement eines heimischen Sponsors, mithilfe dessen ein tschechischer Trainer sowie einige tschechische Spieler verpflichtet wurden. Mit dem Aufstieg ging der Sportanlage einher und ein Kunstrasenplatz wurde errichtet. Sportlich konnte die Mannschaft in der höchsten Liga Sachsen-Anhalts mithalten, allerdings traten in der Winterpause vereinsintern Spannungen auf und die Mannschaft stieg nach der Saison freiwillig in die Landesliga ab. Mit dem Abschied des Sponsors, des Trainers und vieler Spieler begann die schwierigste Saison der Vereinsgeschichte. Der verbliebene Kader erwies sich als zu schwach für die Landesliga und rangierte von Anbeginn am Tabellenende. Drei Jahre nach der Meisterschaft war Rot-Weiß damit wieder zurück in der altbekannten Landesklasse.
Ende des Jahrzehnts 2020 gelang der dritte Aufstieg in die Landesliga. Im ersten Jahr erwies sich die Aufgabe als zu groß und nur der Abbruch der Saison im Zuge der COVID-19 Pandemie verhinderte den Abstieg. Über die Jahre gelang es dem Verein, starke Spieler der Region an sich zu binden. In der Saison 2022/23 spielte Kemberg unter Cheftrainer Marvin Richter lange Zeit um die Meisterschaft und den abermaligen Aufstieg in die Verbandsliga. In dieser Saison fand das erste Punktspiel überhaupt gegen den Ortsnachbarn FC Grün-Weiß Piesteritz statt, welcher über Jahrzehnte höherklassig antrat. Mit dem letztlich erreichten zweiten Platz war der SV Rot-Weiß Kemberg erstmals der erfolgreichste Verein des Landkreises Wittenberg.

## Sportanlage

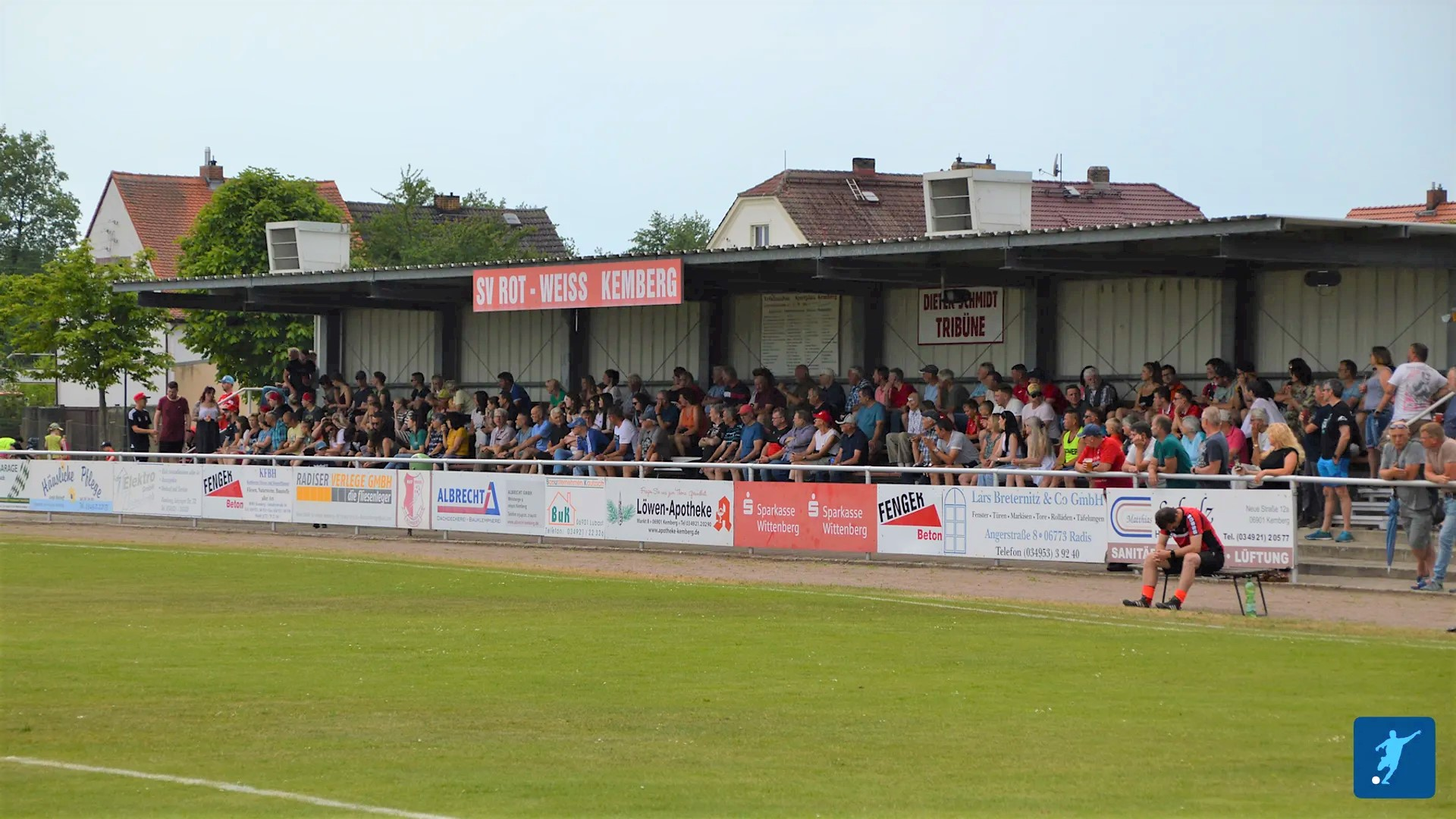
Tribüne des Hauptplatzes

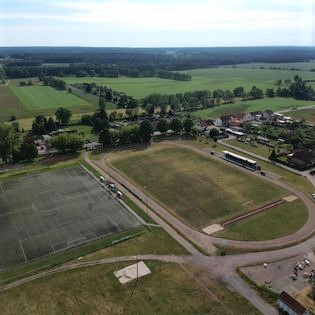
Luftbild der Sportanlage Kemberg

Der SV Rot-Weiß Kemberg nutzt mindestens seit 1950 die Sportanlage an der Bergwitzer Straße. Die überdachte Sitzplatztribüne am Hauptplatz wurde im Jahr 2000 errichtet, wobei Bänke aus dem Zentralstadion Leipzig verwandt wurden. Der Kunstrasenplatz mit ligatauglichem Flutlicht wurde im Jahr 2013 eingeweiht. Die Ausbauten wurden u. a. durch Eigenleistungen der Mitglieder, Spenden und Sponsoren umgesetzt.

## Erfolge
- Aufstieg in die Bezirksklasse Halle 1981, 1983, 1991
- Aufstieg in die Landesliga Sachsen-Anhalt 2000, 2009, 2020
- Aufstieg in die Verbandsliga Sachsen-Anhalt 2011
- Sieger Kreispokal Wittenberg 2011

## Persönlichkeiten
- Justin Neumann
- Pascal Pannier